# Рубанівська сільська територіальна громада
Рубанівська сільська територіальна громада — територіальна громада в Україні, у Каховському районі Херсонської області з адміністративним центром у селі Рубанівка.

## Загальна інформація
Площа території — 368,7 км², населення громади — 3 923 особи (2020 р.).

## Населені пункти
До складу громади увійшли села Веселе, Демидівка, Запоріжжя, Миколаївка та Рубанівка.

## Історія
Створена у 2020 році, відповідно до розпорядження Кабінету Міністрів України № 726-р від 12 червня 2020 року «Про визначення адміністративних центрів та затвердження територій територіальних громад Херсонської області», шляхом об'єднання територій та населених пунктів Демидівської, Миколаївської та Рубанівської сільських рад Великолепетиського району Херсонської області.